# Wassiou Oladipupo
Wassiou Okalawom Oladipupo (Abomey, 17 dicembre 1983) è un ex calciatore beninese, di ruolo centrocampista.

## Carriera

### Club
Nel 2003, dopo aver giocato allo JS Pobè, passa al Dragons. Nel 2004 si trasferisce in Libia, all'Al-Olympic (Zawiya). Nel 2005 viene acquistato dallo JS Kabylie, club della massima divisione algerina. Nel 2009 si trasferisce al Soleil. Nel 2012 viene acquistato dal Feni.

### Nazionale
Ha debuttato in nazionale nel 2002. Ha partecipato, con la nazionale, alla Coppa d'Africa 2004 e alla Coppa d'Africa 2008. Ha collezionato in totale, con la maglia della nazionale, 12 presenze e una rete.

## Palmarès

### Club

#### Competizioni nazionali
- Campionato algerino: 2

JS Kabylie: 2005-2006, 2007-2008